# ペトロ・ラービグ
ラービグ精製石油化学会社（アラビア語: شركة رابغ للتكرير والبتروكيماويات、英語: Rabigh Refining & Petrochemical Company ラービグ・リファイニング・アンド・ペトロケミカル・カンパニー）、通称ペトロ・ラービグ（アラビア語: بترو رابغ、英語: Petro Rabigh）は、サウジアラビアを拠点とする会社で、精製炭化水素や石油化学製品を生産販売している。かつて同社はサウジアラムコと住友化学の合弁企業であったが、現在では公開会社となっている。サウジ証券取引所に上場している（TADAWUL: 2380）。
ペトロ・ラービグは、サウジアラビアのラービグで40万バレル/日（6万4000m3/日）の精製能力を持つプラントを稼働しており、ナフサ、ケロシン、ガソリン、軽油、重油を生産している。
同社は2008年1月に株式公開を行った。持株比率は、サウジアラムコが37.5％、住友化学が37.5％、一般公開株が25％である。
2009年4月にペトロ・ラービグの石油精製・石油化学統合コンプレックスの基幹プラントであるエタンクラッカーが操業開始。
2009年4月の時点で、プラントの第2段階のフィジビリティスタディ（F／S、採算性調査）が進行中である。
2016年4月にペトロ・ラービグの第2期エタンクラッカーが操業開始。